# Hieronymus Georg Zeuthen
Hieronymus Georg Zeuthen (15 de febrero de 1839 - 6 de enero de 1920) fue un matemático danés. Es conocido por sus trabajos sobre la geometría enumerativa de secciones cónicas, superficies algebraicas e historia de las matemáticas.

## Biografía
Zeuthen nació en Grimstrup, cerca de Varde, donde su padre era pastor. En 1849, su padre se mudó a una iglesia en Sorø donde Zeuthen comenzó su educación secundaria. En 1857 ingresó en la Universidad de Copenhague para estudiar matemáticas y se graduó con una maestría en 1862. Posteriormente obtuvo una beca para estudiar en el extranjero y decidió visitar París, donde estudió geometría con Michel Chasles.
Después de regresar a Copenhague, Zeuthen presentó su tesis doctoral sobre un nuevo método para determinar las características de los sistemas cónicos en 1865. La geometría enumerativa siguió siendo su foco de atención hasta 1875.
En 1871 fue nombrado profesor extraordinario de la Universidad de Copenhague, además de convertirse en editor de Matematisk Tidsskrift, cargo que ocupó durante 18 años. Durante 39 años fue secretario de la Real Academia Danesa de Ciencias y Letras, período durante el cual también impartió clases en el Instituto Politécnico. En 1886 fue ascendido a profesor ordinario en la Universidad de Copenhague, donde ejerció dos veces el cargo de rector.
Después de 1875 Zeuthen comenzó a hacer contribuciones en otras áreas como la mecánica y la geometría algebraica, además de ser reconocido como un experto en la historia de las matemáticas medievales y griegas. Escribió 40 artículos y libros sobre la historia de las matemáticas, que abarcaron muchos temas y varios períodos. Fue orador invitado en el Congreso Internacional de Matemáticos en 1897 en Zurich, en 1904 en Heidelberg y en 1908 en Roma.

## Publicaciones
- Abriß einer elementar-geometrischen Kegelschnittlehre . Teubner 1882.
- Die Lehre von den Kegelschnitten im Altertum . Copenhague 1886 (versión danesa de 1885 en Forh.Vid.Selskab).
- Geschichte der Mathematik im Altertum und Mittelalter . Kopenhagen 1896 (versión danesa publicada en 1893 por Verlag AFHoest).
- Histoire des Mathématiques dans l'Antiquité et le Moyen Age . París, Gauthier-Villars, 1902. [1]
- Geschichte der Mathematik im XVI. y XVII. Jahrhunder . Teubner 1903, [2] y como Heft 17 de Abhandlungen zur Geschichte der mathematischen Wissenschaften (ed. Moritz Cantor ). La versión danesa se publicó en 1903 en Copenhague.
- Die Mathematik im Altertum und im Mittelalter . Copenhague 1912. [3] [4]
- Lehrbuch der abzählenden Methoden der Geometrie . Teubner 1914. [5]
- Hvorledes Mathematiken i tiden fra Platon til Euklid blev rationel Videnskab. Con un resumen en francés .